# Andrej Kotnik
Andrej Kotnik, slovenski nogometaš, * 4. avgust 1995, Nova Gorica.
Kotnik je profesionalni nogometaš, ki igra na položaju vezista. Od leta 2025 je član slovenskega kluba Celje. Ped tem je igral za slovenske klube Izolo, Gorico, Maribor in Koper, italijanska Crotone in Formentero ter kitajske Meižou Hakka, Dalian Young Boy in Dalian K'un City. Skupno je v prvi slovenski ligi odigral 144 tekem in dosegel 20 golov.